# Geselle Jubiler
Geselle Jubiler (ɡɛsɛle; polski: [gesele]) – firma jubilerska powstała w 1948 roku sprzedająca biżuterię z certyfikowanymi brylantami i innymi kamieniami szlachetnymi.
Salon wraz z pracownią znajduje się we Wrocławiu. 

## Historia

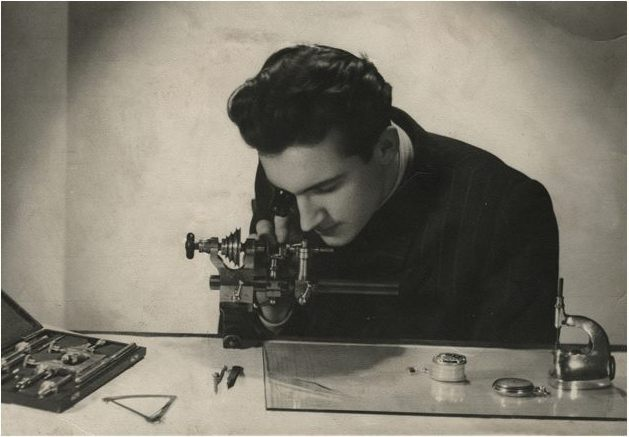
Bronisław Geselle, początek lat 50. XX wieku

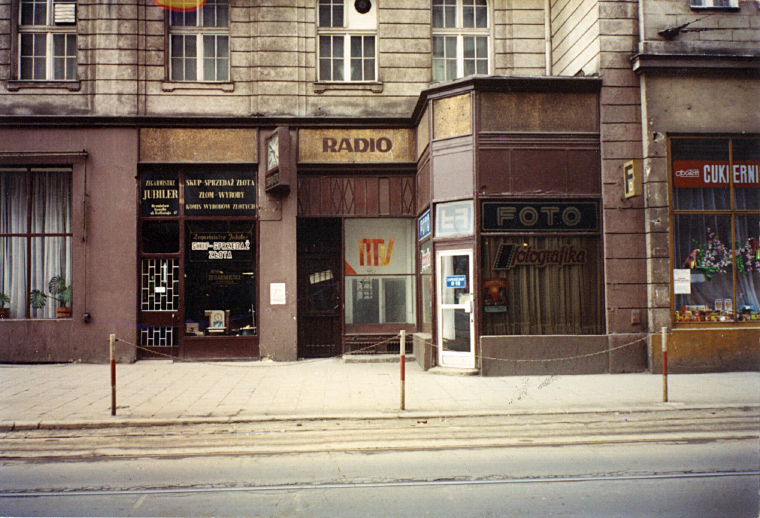
Sklep jubilerski Geselle Jubiler przy ulicy Kołłątaja 17 we Wrocławiu w latach 80. XX wieku

Nazwa firmy pochodzi od nazwiska założyciela, Bronisława Geselle, który w 1948 roku zaczął prowadzić zakład zegarmistrzowski we Wrocławiu (Rynek 7). Po wprowadzeniu przymusowej pracy w spółdzielni zegarmistrzowskiej Bronisław Geselle opuścił Wrocław i rozpoczął pracę w Ostrowie Wielkopolskim na stanowisku rzeczoznawcy jubilerskiego w sieci sklepów państwowych „Jubiler”. Stanowisko porzucił po trzech latach. W 1955 roku Bronisław Geselle powrócił do Wrocławia i otworzył zakład zegarmistrzowski przy Placu Staszica, gdzie rozpoczął produkcję złotych sygnetów i bransolet. Zakład zegarmistrzowski wraz z Radiotechniką został po roku przeniesiony do lokalu przy ul. Kołłątaja 17, gdzie mieścił się Hotel Piast, wówczas zarządzany przez Przedsiębiorstwo Gospodarki Turystycznej „Odra”.
Od 1964 roku zakład zegarmistrzowski prowadziła żona Bronisława Geselle – Aurelia. W 1970 roku Bronisław Geselle otrzymał Srebrną Odznakę Mistrza za szkolenie uczniów w rzemiośle zegarmistrza, a w 1986 – Złotą.
Syn Bronisława Geselle, Piotr, w 1982 roku uzyskał dyplom mistrzowski w rzemiośle złotnictwo. Od 1981 do 1985 roku pracował jako kierownik w zakładzie złotniczym przy ul. Nowowiejskiej prowadzonym przez Spółdzielnię Pracy „Precyzja”. W 1985 roku otworzył własną pracownię złotniczą przy ul. Kołłątaja 17. W 1990 roku Piotr Geselle założył pracownię złotniczą przy ul. Gwarnej 4. W latach 90. ukończył szkolenie w zakresie towaroznawstwa.
Od roku 1992 sklep jubilerski Bronisława Geselle prowadziła jego synowa – Wiesława Geselle. W czasie powodzi w 1997 roku lokal został zniszczony. W 2005 roku firma została przeniesiona do lokalu przy ul. Kołłątaja 21.
W 2012 roku firma została przejęta przez wnuka Bronisława Geselle – Filipa Piotra Geselle.
Filip Geselle i Wiktoria Bahrynowska w 2013 roku ukończyli szkolenie w Instytucie Gemmologicznym HRD Antwerp w Belgii.

## Salony firmowe
Centralna siedziba Geselle Jubiler znajduje się we Wrocławiu przy ul. Kołłątaja 21. 